# 坂田篤彦
坂田 篤彦（さかた あつひこ、1983年4月2日 - ）は、社会人野球の元選手（内野手）。現役時代はトヨタ自動車に所属していた。

## 経歴
大阪府生まれ。
99年に入学した尽誠学園高等学校では、1年の夏からレギュラーの座を獲得して夏の甲子園に出場した。2年の秋からは主将となり、明治神宮大会で準優勝。2001年のセンバツでは同校の初勝利に貢献。3回戦では本塁打も放ち、8強まで進んだ。高校3年間で通算39本塁打を記録した。その後駒澤大学に入学、硬式野球部では内野のレギュラーとして活躍した。
2006年にトヨタ自動車に入社。6月の第77回都市対抗野球大会東海地区2次予選では2打席連続満塁弾を放つ鮮烈なデビューを果たしたが、その試合でのプレー中に負傷、結局同年はそれ以降の試合には出場できなかった。翌2007年からは徐々に試合出場を増やして内野のレギュラーに定着。2010年の第37回社会人野球日本選手権大会では三塁手を務め優勝に輝き、社会人野球ベストナインに選出された。
2017年限りで退部し、現役を引退した。
現在は国民民主党の参議院議員濱口誠の秘書。

## 主な表彰・タイトル
- 日本学生野球協会　2001年度(平成13年度)高校の部・表彰選手
- 社会人ベストナイン（2010年）